# Amu (mangaka)
Pour les articles homonymes, voir Amu.
アミュー
Œuvres principales
- Sounds of Life

Amu (アミュー, Amyuu, également connue sous le nom de Sakura Amu) est une mangaka née à Kushiro sur l'île japonaise d'Hokkaidō. Elle est connue pour son manga Sounds of Life, publié à partir de 2012.
Le véritable nom d'Amu, ainsi que son âge, restent inconnus. Elle se représente souvent avec un avatar d'un petit chien, ressemblant au chien de ses parents.

## Biographie
Amu grandit à Kushiro, entourée de kotos. Cet instrument lui est enseigné par sa mère, professeur et compositrice. Elle pratique le koto de ses trois ans jusqu'au lycée. Amu a une sœur aînée, professeur de koto et compositrice également. Son père est calligraphe.
Elle souhaite écrire un manga sur le thème du koto depuis l'école primaire.
Amu commence sa carrière de mangaka en 2006, sous le nom d'Amu Sakura. Elle publie un one-shot nommé Ryuseigun dans le magazine Ribon Original, un magazine de shōjos. Elle publiera, entre 2006 et 2007, 6 one-shots dans ce magazine.
Ayant toujours pour objectif d'écrie un manga sur le koto, elle rédigera différents storyboards. Cependant, pendant plusieurs années, elle échouera à des concours et ses travaux seront rejetés par les maisons d'éditions. Finalement, un prototype de Sounds of Life sera accepté par le département éditorial du magazine Jump Square. A cette période, elle décide de changer son nom d'artiste pour Amu. Elle publiera deux one-shots dans le Jump Square : Million Smiles et 5×100. En parallèle, elle assistera Tatsuya Endo sur Gekka Bijin (月華美刃).
Depuis août 2012, elle publie son manga Sounds of Life dans le magazine Jump Square.

## Œuvres

### Séries
- Sounds of Life (2012 -, Jump Square, Shūeisha)

### One Shot
- Ryuseigun (龍星群?) (2006, Ribon Original, Shūeisha)
- STRAIGHT (2006, Ribon Original, Shūeisha)
- White Days (ホワイト デイズ?) (2007, Ribon, Shūeisha)
- By Hero (By ヒーロー?) (2007, Ribon, Shūeisha)
- Takarazora (宝空?) (2007, Ribon, Shūeisha)
- Dear Green (ディア グリーン?) (2007, Ribon, Shūeisha)
- Celeste Blue (セレストブルー?) (2009)
- Million Smiles (ミリオンスマイルズ?) (2010, Jump Square, Shūeisha)
- 5×100 (2011, Jump Square, Shūeisha)